# Advérbio
Advérbio é a classe gramatical das palavras que modifica um verbo, um adjetivo ou um outro advérbio. Nunca modifica um substantivo. É a palavra invariável que indica as circunstâncias em que ocorre a ação verbal.
Apenas os advérbios de intensidade, de lugar e de modo são flexionados, sendo que os demais são todos invariáveis. A única flexão propriamente dita que existe na categoria dos advérbios é a de grau, a saber:
Relativo:
Superlativo Relativo de Superioridade
Aumenta a intensidade (ex.: longe → longíssimo, pouco → pouquíssimo, inconstitucionalmente → inconstitucionalissimamente, etc.).
Superlativo Relativo de Inferioridade
Diminui a intensidade (ex.: perto → pertinho, pouco → pouquinho, devagar → devagarinho, etc.).
Os advérbios bem e mal admitem ainda o grau comparativo, respectivamente, melhor e pior.
Existem também as formas analíticas de representar o grau, que não são flexionadas, mas sim, representadas por advérbios de intensidade como mais, muito, etc. Nesse caso, existe o grau comparativo (de igualdade, de superioridade, de inferioridade) e o grau superlativo (absoluto e relativo).

## Classificação

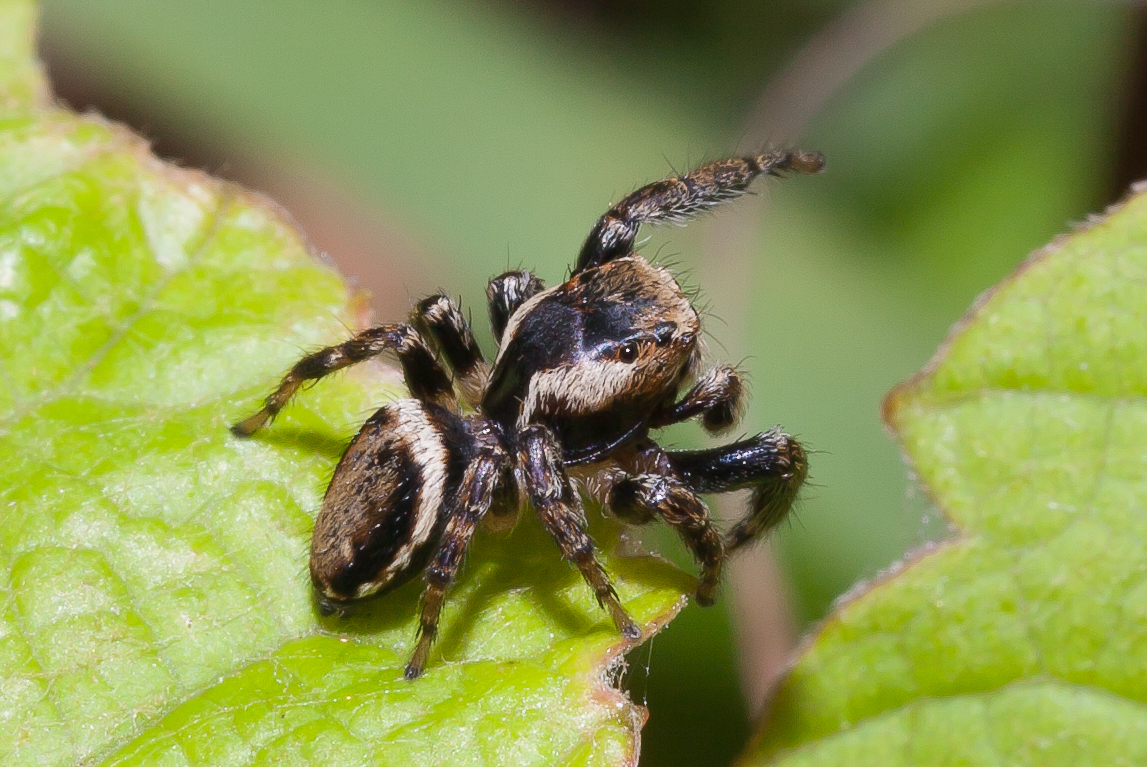
Na foto, uma aranha caminha cuidadosamente na folha. A palavra cuidadosamente é um advérbio de modo.

Os advérbios da língua portuguesa são classificados conforme a circunstância que expressam.
A Norma Gramatical Portuguesa reconhece sete grupos de advérbios: de lugar, de tempo, de modo, de negação, de dúvida, de intensidade e de afirmação.

### Advérbios de modo
Assim, bem, mal, acinte (de propósito, deliberadamente), adrede (de caso pensado, de propósito, para esse fim), debalde (inutilmente), depressa, devagar, melhor, pior, como, desapontadoramente, generosamente, cuidadosamente, calmamente e muitos outros terminados com o sufixo "mente".
Locuções Adverbiais de Modo
Às pressas, às claras, às cegas, à toa, à vontade, às escondidas, aos poucos, desse jeito, desse modo, dessa maneira, em geral, frente a frente, lado a lado, a pé, de cor, em vão.

### Advérbios de lugar
Abaixo, acima, adentro, adiante, afora, aí, além, algures (em algum lugar), nenhures (em nenhum lugar), alhures (em outro lugar), ali, aqui, aquém, atrás, cá, acolá, dentro, embaixo, externamente, lá, longe e perto.
Locuções Adverbiais de Lugar
A distância, à distância de, em cima, à direita, à esquerda, ao lado, em volta, por aqui, em baixo, ao meio, em algum lugar.

### Advérbios de tempo
Afinal, agora, amanhã, amiúde (da expressão a miúdo — repetidas vezes, frequentemente), antes, ontem, breve, cedo, constantemente, depois, enfim, entrementes (enquanto isso), hoje, imediatamente, jamais, nunca, sempre, outrora, primeiramente, tarde, provisoriamente, sucessivamente, já.
Locuções adverbiais de tempo
Às vezes, à(de) tarde, à(de) noite, de manhã, de repente, de vez em quando, de quando em quando, a qualquer momento, de tempos em tempos, em breve, hoje em dia.

### Advérbios de negação
Não, tampouco (também não), negativamente, jamais, nunca.
Locuções adverbiais de negação
De modo algum, de jeito nenhum, de forma nenhuma, em hipótese alguma.

### Advérbios de afirmação
Sim, certamente, realmente, decerto, certo, efetivamente, incontestavelmente.
Locuções adverbiais de afirmação
De certeza, com certeza, sem dúvida, de fato, na verdade, com efeito.

### Advérbios de dúvida
Acaso, casualmente, possivelmente, provavelmente, talvez, quiçá, será.
Locuções adverbiais de dúvida
Por certo, quem sabe, às vezes.

### Advérbios de grau (intensidade) ou quantidade
Assaz (bastante, suficientemente), bastante, demais, mais, menos, bem, muito, quanto, quão, quase, tanto, pouco, demasiado, somenos, sobremodo, sobremaneira, imenso.
Locuções adverbiais de intensidade ou quantidade
Em excesso, de todo, de muito, por completo, por demais, à beça.

## Flexão
Os advérbios da língua portuguesa são invariáveis em gênero e número, porém flexionam-se em grau. Assim como os adjetivos, admitem dois graus: comparativo e superlativo.

### Grau comparativo

#### Comparativo de igualdade
tão + advérbio + quanto (como)
Carlos fala tão alto quanto Marcos.

#### Comparativo de inferioridade
menos + advérbio + que (do que)
Carlos fala menos alto do que Marcos.

#### Comparativo de superioridade
Analítico: mais + advérbio + que (do que).
Carlos fala mais alto do que Marcos.
Sintético: melhor ou pior que (do que).
Carlos fala pior do que Marcos.

### Grau superlativo

#### Absoluto
Analítico: acompanhado de um outro advérbio.
Carlos fala muito alto.
(no exemplo anterior, muito é um advérbio de intensidade e alto é um advérbio de modo).
Sintético: formado com sufixos.
Carlos fala altíssimo.

#### Relativo
de Inferioridade: Paulo é o menos esforçado da família.
de Superioridade: Rodrigo é o mais questionador de todos os alunos. 

## Locução adverbial
Locução adverbial é a reunião de duas ou mais palavras com valor de advérbio.
Carlos saiu às pressas. (indicando modo)
Maria saiu à tarde. (indicando tempo)
Ele virá com certeza. (indicando afirmação)
Há locuções adverbiais que possuem advérbios correspondentes.
Carlos saiu às pressas.
Carlos saiu apressadamente.
Ele virá com certeza.
Ele virá certamente.
As locuções adverbiais podem expressar ideia de: causa, assunto, companhia, instrumento etc.